# Szkaplerz Trójcy Świętej

Szkaplerz Trójcy Świętej

Szkaplerz Trójcy Świętej (Szkaplerz Trójcy Przenajświętszej, łac. Scapulare Sanctissimae Trinitatis) – katolickie sakramentalia wyrażone przez dwa prostokątne kawałki białego sukna wełnianego połączone dwiema białymi tasiemkami, do noszenia na szyi. Na obu częściach, ewentualnie na jednej, znajduje się naszyty krzyż z tkaniny wełnianej, którego belka pionowa jest czerwona, a pozioma niebieska. Zazwyczaj pionowa jest na wierzchu, ale nie jest to wymagane. Kolor biały oznacza Boga Ojca, niebieski Syna Bożego, a czerwony Ducha Świętego. Szkaplerz ten jest odznaką Bractwa Trójcy Świętej (łac. Confraternitas Sanctissimae Trinitatis) i innych stowarzyszeń wiernych, złączonych z zakonem trynitarzy i wywodzi się od ich szkaplerza zakonnego.

## Geneza

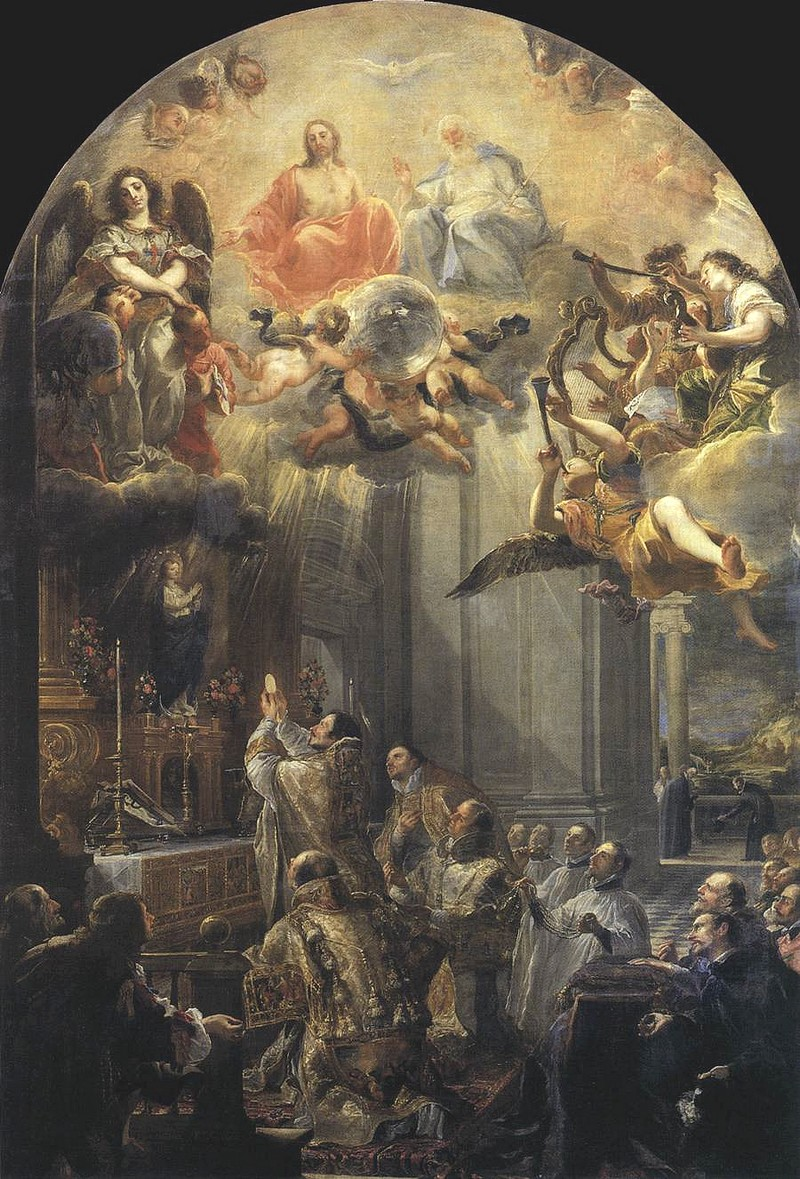
Obraz łączący Mszę św. Jana de Matha z wizją Innocentego III, z lewej u góry anioł ze Szkaplerzem Trójcy Św.

Zakon Trójcy Przenajświętszej od Wykupu Niewolników założył św. Jan de Matha. Wydarzeniem leżącym u genezy trynitarzy oraz Szkaplerza Trójcy Świętej była jego msza św. prymicyjna, odprawiona w oktawę wspomnienia św. Agnieszki, 28 stycznia 1193 roku w Paryżu. Ksiądz prymicjant prosił Boga o znak z nieba, do jakiego zakonu ma wstąpić i podczas Przeistoczenia ujrzał Chrystusa w majestacie, trzymającego niebiesko-czerwony krzyż, wraz z dwoma niewolnikami skutymi łańcuchami: jednym białej, a drugim czarnej rasy. Licznie zgromadzeni zaproszeni goście byli świadkami tej niezwykłej wizji. Tę właśnie scenę nakazał potem umieścić na pieczęci założonego przez siebie zakonu.
Gdy wraz ze św. Feliksem de Valois przebywał na pustelni w Cerfroid i obaj zastanawiali się nad wprowadzeniem w czyn idei nowego zakonu, którego celem miało być wykupywanie chrześcijańskich jeńców z rąk muzułmanów, ujrzeli jelenia z krzyżem niebiesko-czerwonym w porożu, co było dla nich znakiem potwierdzającym ich dążenia. Zwrócili się zatem do papieża Innocentego III z prośbą o zgodę na założenie zakonu.
W dniu 25 listopada 1198 roku Innocenty III, celebrując mszę św. w bazylice św. Jana na Lateranie, miał wizję podobną jak św. Jan de Matha podczas mszy prymicyjnej, ujrzał bowiem Chrystusa i anioła z białym szkaplerzem z czerwono-niebieskim krzyżem, co upewniło papieża o słuszności ustanowienia nowego zakonu. Była to pierwsza znana wizja szkaplerza. Już 17 grudnia tego roku papież Innocenty III ogłosił bullę Operante divine dispositionis zatwierdzającą zakon trynitarzy i jego regułę.

## Historia

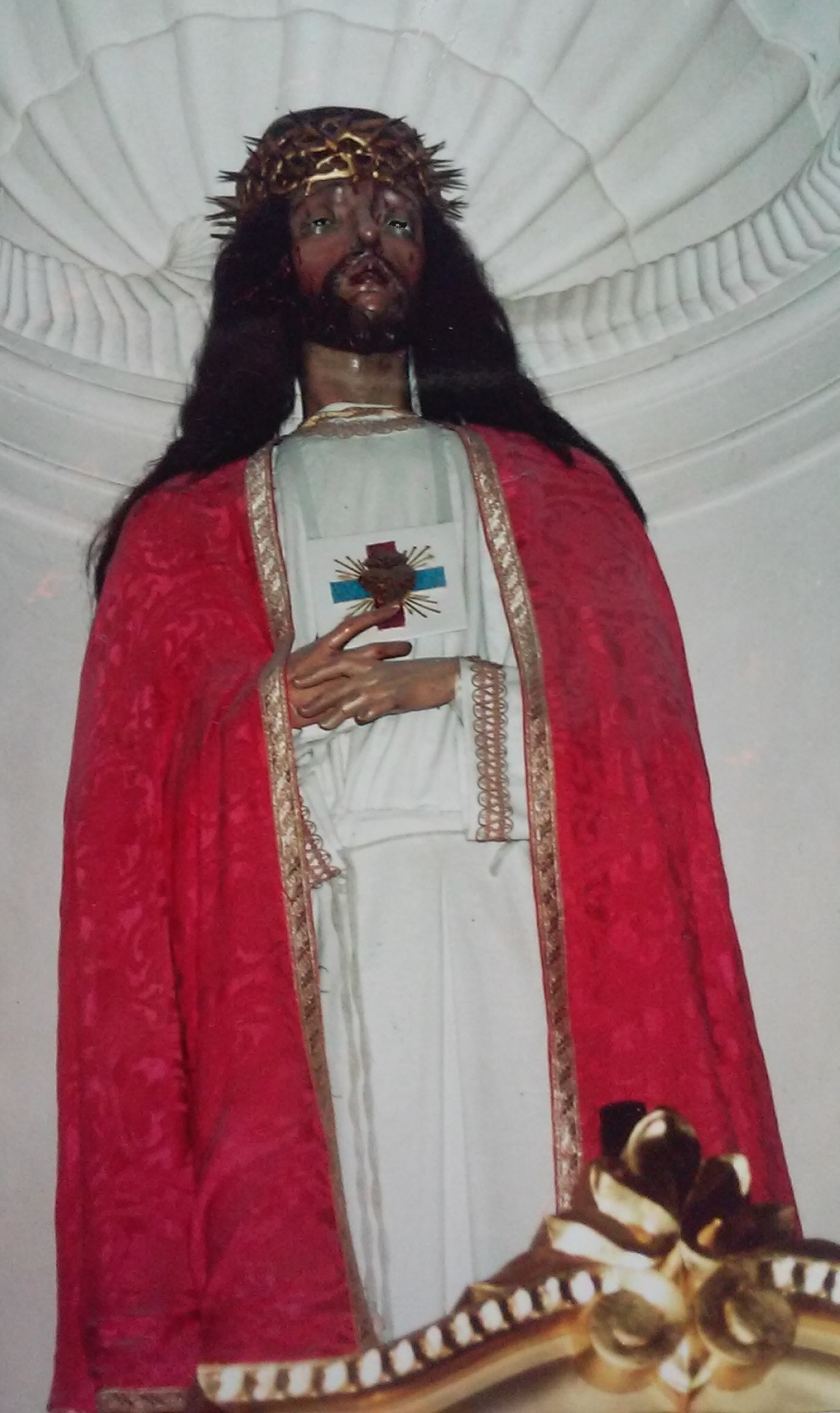
Figura Chrystusa Nazareńskiego w Wilnie, ze Szkaplerzem Trójcy Świętej z Odznaką Serca Jezusowego

Członkowie Zakonu Trójcy Świętej za swój strój przyjęli biały habit, a na nim biały szkaplerz z czerwono-niebieskim krzyżem na piersi, jak polecił Innocenty III. Wyzwolonym przez siebie ludziom zakładali na pamiątkę mały szkaplerz o tych barwach. Takim szkaplerzem odziali też figurę Chrystusa Nazareńskiego (wizerunek w koronie cierniowej i ze związanymi rękami), którą wykupili od muzułmanów i do dziś przechowują w swej siedzibie w Madrycie. Również wierni, którzy chcieli stać się uczestnikami duchowych zasług zakonu i być mu pomocą w spełnianiu jego celu, łączyli się w bractwa, a jako odznakę nosili mały szkaplerz z białej wełny z krzyżem czerwono-niebieskim.
W dniu 21 czerwca 1209 roku w Viterbo została ogłoszona bulla Innocentego III Operante Patre luminum, w której wziął on w swą apostolską opiekę wszystkie istniejące domy trynitarzy. W dokumencie tym wzmiankowane są również „Bractwa świeckich w Królestwie Aragońskim”, co prawdopodobnie jest pierwszą w dziejach pisaną wzmianką o bractwie szkaplerznym.
Wraz z rozpowszechnianiem się Zakonu Trójcy Przenajświętszej, zwiększała się liczba bractw z nim związanych. Należący do nich wierni, noszący Szkaplerz Trójcy Świętej, wspierali trynitarzy modlitwą, pieniędzmi na wykup chrześcijańskich jeńców, a nawet braniem udziału w redempcjach, czyli wyprawach w tym celu do krajów muzułmańskich. Największy rozwój zakonu miał miejsce na początku we Francji, a następnie, aż do dzisiejszych czasów, w Hiszpanii, gdzie i obecnie są najbardziej rozwinięte stowarzyszenia wiernych związane z nim. Rozwijał się też szczególnie na terenie innych państw walczących z krajami muzułmańskimi, a zatem państw włoskich, Portugalii i Austrii.
Na ziemiach polskich świeccy poprzedzili zakonników. Pierwsze Bractwo Trójcy Świętej erygowano 8 stycznia 1632 roku w Poznaniu. Roztaczało ono opiekę nad chorymi i ubogimi, wyposażało biedne panny, ofiarowywało pieniądze na wykup jeńców i spełniało inne uczynki miłosierne. Trynitarze przybyli do Rzeczypospolitej w 1685 roku i założyli z czasem ponad dwadzieścia placówek, lecz wszystkie zostały zlikwidowane przez zaborców. Tym samym utraciło fundament swego istnienia Bractwo Trójcy Świętej w Polsce, choć w niektórych parafiach nadal się rozwijało. Na przykład przy parafii św. Elżbiety w Powsinie w okresie międzywojennym liczyło około 300 członków, a w 1980 roku 89. Istnieje tam ono do dziś, lecz znacznie ograniczyło swą aktywność.

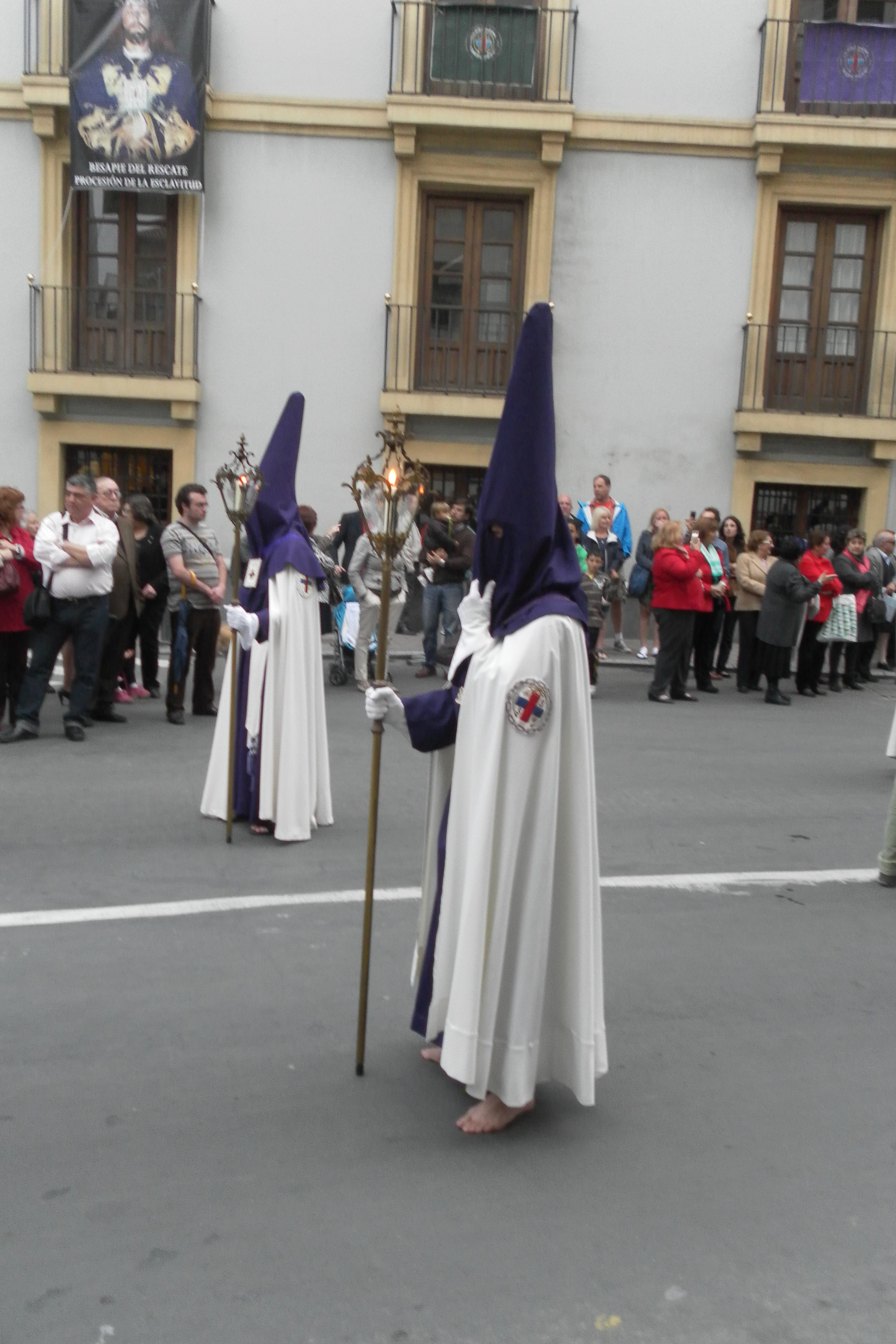
Członkowie jednego z bractw trynitarskich w Hiszpanii

W okresie nowożytnym papieże uznawali działalność bractw związanych z trynitarzami i obdarzali je licznymi odpustami: Paweł V w 1608 i 1620 roku, Klemens X w 1673 i 1676 roku, Klemens XIII w 1767 roku oraz Benedykt XIV, Pius VI, Pius VII i Grzegorz XVI, które potwierdził, uzupełnił i skorygował bł. Pius IX w 1857, 1858 i 1882 roku. W 1967 roku, na mocy konstytucji apostolskiej Indulgentiarum Doctrina bł. Pawła VI, straciły one ważność. Aktualną listę odpustów zawierają nowe statuty laikatu związanego z tym zakonem Droga Trynitarska z 2001 roku.
Zakładanie Bractwa Trójcy Świętej należało wyłącznie do trynitarzy. Dla tych miejsc, gdzie nie było tego zakonu, ani bractwa kanonicznie założonego, jego generał dawał wszystkim kapłanom o to proszącym upoważnienie na poświęcanie i nakładanie szkaplerza, wpisywanie wiernych do bractwa oraz udzielanie im błogosławieństwa z odpustem zupełnym w dni na to przeznaczone. Kapłani mający to upoważnienie, powinni przy poświęcaniu i nakładaniu szkaplerzy posługiwać się formułką, która znajduje się w klasycznym Rytuale rzymskim, Appendix, nr 4 (Benedictio et impositio scapularis Sanctissimae Trinitatis) oraz zobowiązani są wysyłać nazwiska przyjętych do bractwa do wpisu w księdze brackiej. Szkaplerz Trójcy Świętej wchodzi też w skład Szkaplerza Pięciorakiego i wówczas musi być przyszyty jako pierwszy lub ostatni.

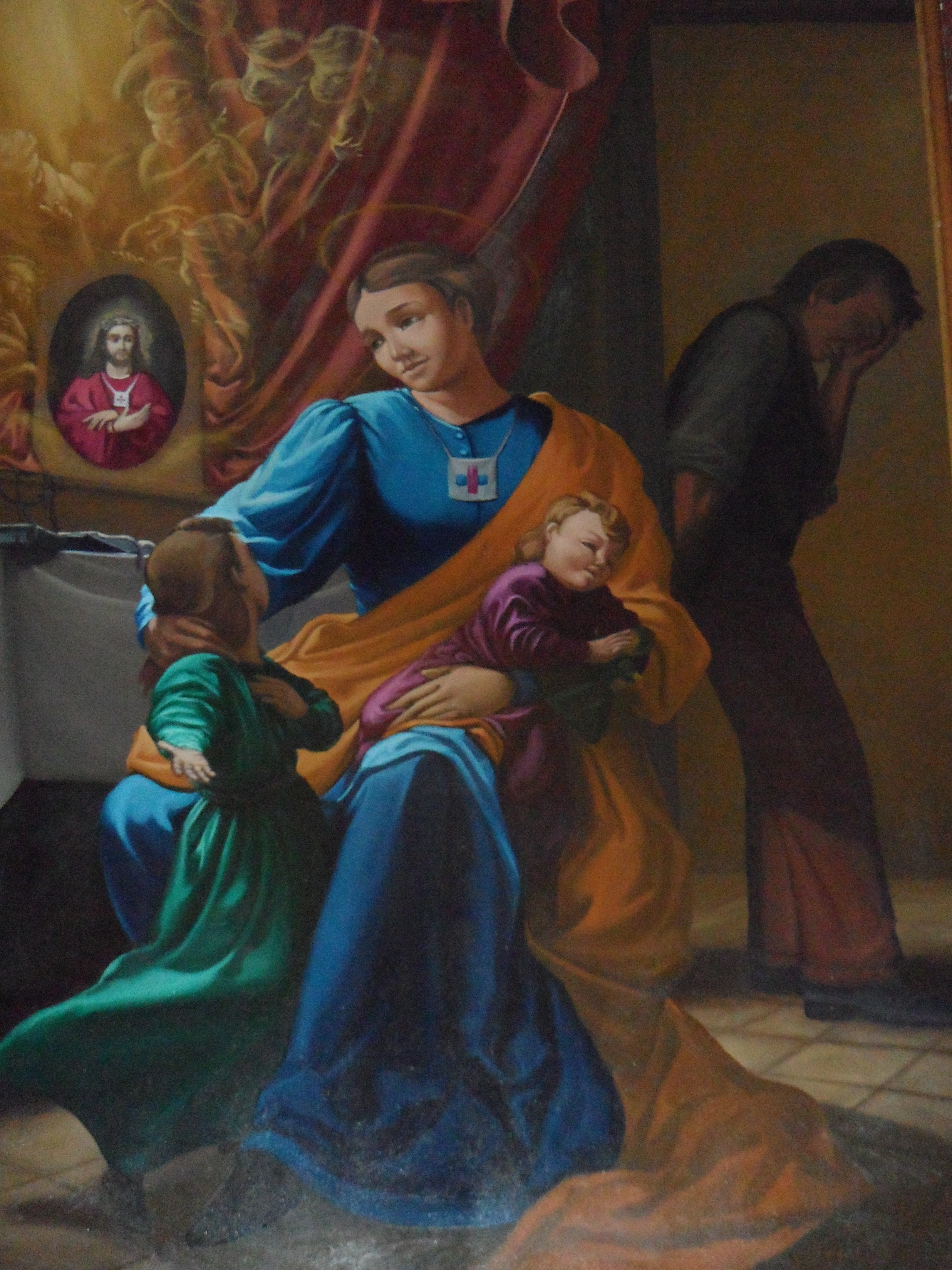
bł. Elżbieta Canori Mora odziana Szkaplerzem Trójcy Świętej

Obecnie szkaplerz ten jest raczej odznaką innych wspólnot trynitarskich, gdyż tradycyjne bractwo nie jest przez zakon prowadzone. W związku ze zmianami organizacyjnymi w laikacie związanym z trynitarzami, miejsce zwykłego bractwa zajmuje Wieczysta Adoracja Trójcy Przenajświętszej, zaś prócz form tercjarstwa w różnych krajach, jak Trinitarian Third Order i La Asociacion de Fraternidades del Laicado Trinitario powstało również współczesne stowarzyszenie realizujące charyzmat starań o uwolnienie więźniów chrześcijańskich – Solidaridad Internacional Trinitaria.
Najbardziej znaną osobą świecką noszącą ten szkaplerz jest bł. Anna Maria Taigi, tercjarka trynitarska. Drugą beatyfikowaną świecką trynitarką jest Elżbieta Canori Mora.

## Obowiązki noszących Szkaplerz
Podstawowym obowiązkiem modlitewnym członków Bractwa Trójcy Świętej było odmawianie trzy razy Ojcze nasz, Zdrowaś Mario i Chwała Ojcu na cześć Trójcy Świętej oraz Witaj Królowo w intencji uproszenia cierpliwości dla niewolników chrześcijańskich. W poniedziałki trynitarze odmawiali z wiernymi modlitwy na cmentarzu o wyzwolenie dusz z czyśćca. Swym członkom Bractwo zapewniało uroczystą oprawę pogrzebu. Zalecane było praktykowanie różnych uczynków miłosierdzia, zwłaszcza na rzecz ubogich i jeńców.
W XX wieku cel zakonu, a w konsekwencji i jego stowarzyszeń wiernych, których odznaką jest Szkaplerz Trójcy Świętej, w znaczącym stopniu zmienił się. Jest nim przede wszystkim:

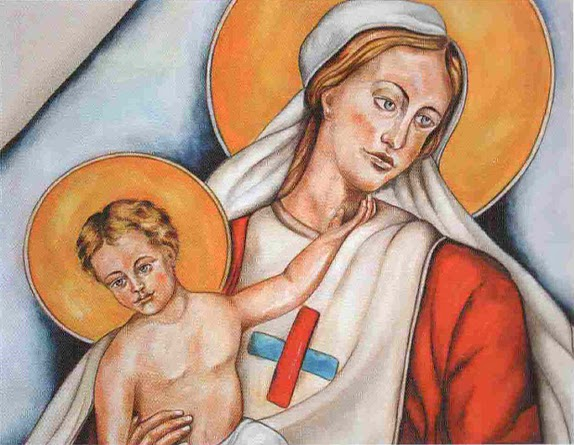
Matka Boża od Dobrego Wykupu

- Cześć i uwielbienie Trójcy Przenajświętszej, której tajemnica jest fundamentem naszej wiary, a w konsekwencji „życie w Trójcy”. Wyrazem i środkiem do tego jest odmawianie Koronki do Trójcy Świętej, zwanej Świętym Trishagionem oraz modlitwa kontemplacji, adoracji i zjednoczenia.
- Miłość bliźniego w duchu zakonu, to znaczy troska o zniewolonych. Przed II wojną światową popularne było zwłaszcza udzielanie jałmużny na wykup dzieci z rąk pogan, by je po chrześcijańsku wychować, choć ubodzy członkowie bractwa zwolnieni byli od obowiązku dawania jałmużny. Obecnie dotyczy to raczej problemów nałogów, uzależnień i opresji duchowych. W ostatnich latach powrócił problem chrześcijańskich więźniów w krajach muzułmańskich.
- Działalność misyjna akcentująca głoszenie Chrystusa Wyzwoliciela.
- Oddawanie czci Maryi jako Patronce i Matce Bożej od Dobrego Wykupu.
- Budowanie życia wspólnotowego, inspirując się tajemnicą jedności Trójcy[14].